# 沈阳重型机械集团有限责任公司
沈阳重型机械集团有限责任公司，总部位于沈阳市铁西区兴华北街8号。注册资本：人民幣9.8亿元。

## 历史沿革
沈阳重型机械集团有限责任公司，其前身沈阳重型机器厂，最早名为满洲住友金属工业株式会社奉天工场，始建于1937年，是新中国第一个重型机器厂。
1931年“九·一八”事变，日本侵占我国东北后，加紧推行侵略者的“王道”政治，奴役中国人民，疯狂进行经济掠夺，在中国的土地上开矿、建厂。满洲住友金属工业株式会社制钢所是当时沈阳铁西区最大的一家工厂。
1934年9月，日本住友财团为向中国东北扩张，投资1000万日元，在鞍山建立满洲住友钢管株式会社（现为鞍钢无缝钢管厂）。1937年9月，日本住友财团在沈阳建立“奉天制钢所”，作为鞍山满洲住友钢管株式会社的分社。1939年，将总社由鞍山迁至沈阳，制钢所与机械制作所统称满洲住友金属奉天工厂。1945年8月15日日本宣布投降，8月18日苏军进入沈阳后，将工厂大部分设备拆运回国。至此，满洲住友金属工业株式会社的奉天工场完全丧失生产能力，基本上只剩下空旷的厂房和破钢烂铁。
1946年3月24日，国民党政府接收满洲住友金属工业株式会社奉天工场。1946年10月1日，国民党政府成立资源委员会鞍山钢铁有限公司，满洲住友金属工业株式会社奉天工场划归鞍钢。先是命名为鞍钢炼钢厂沈阳分厂，后改称沈阳钢胎厂。1948年11月2日沈阳解放。东北人民政府工业部机械工业管理局接管了满洲住友金属工业株式会社奉天工场和与之相邻的满洲三菱株式会社（沈阳第一机床厂），合并成立第一机器总厂，“满洲住友”厂为第一分厂（亦称北厂）。1949年6月1日，第一分厂（北厂）从第一机器总厂分离出来，独立为沈阳实验工厂。

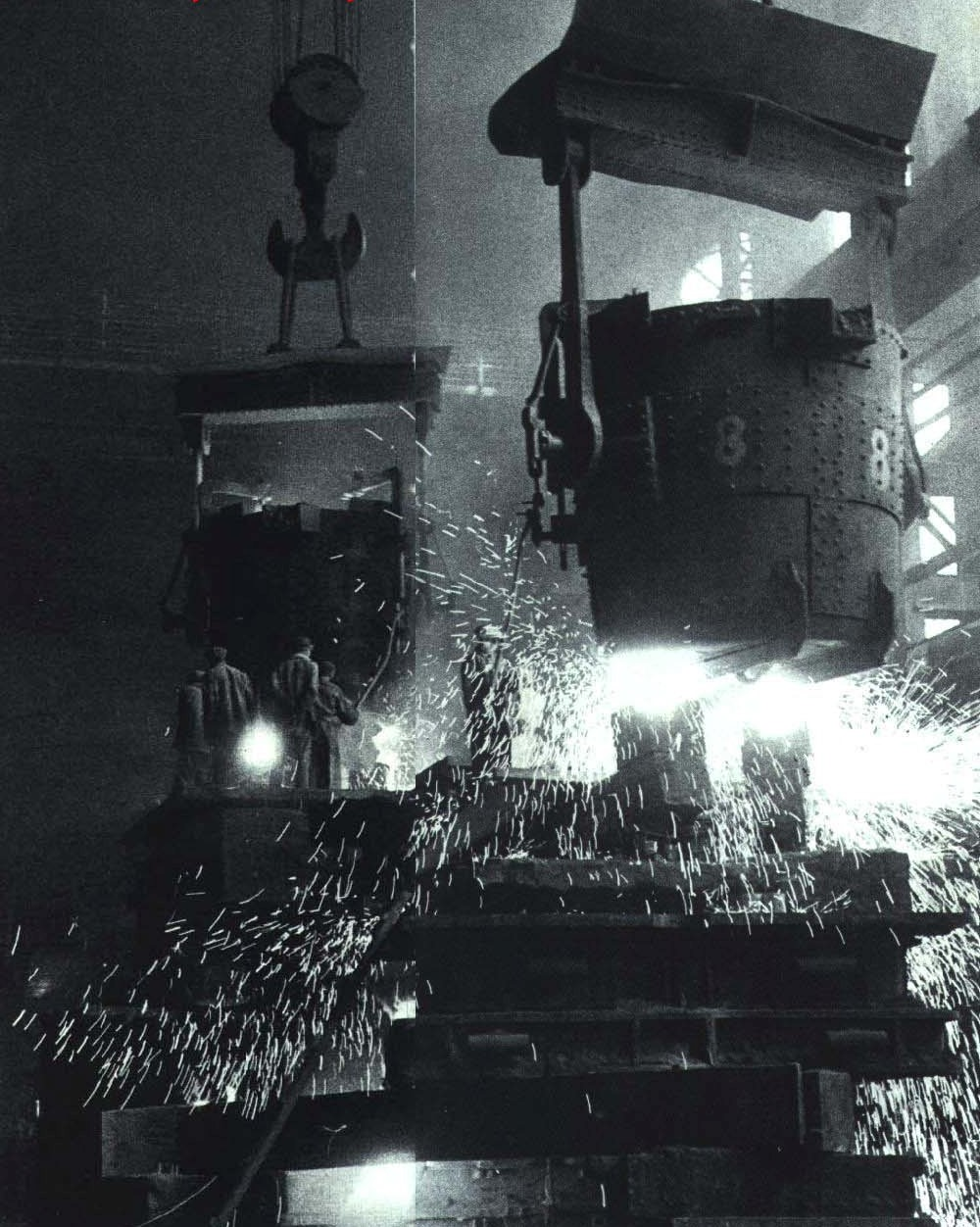
1964年 沈阳重型机械厂

1950年9月，沈阳实验工厂改称东北人民政府工业部机械工业管理局沈阳第二机器厂。1952年11月，改属中央第一机械工业部第三机器工业管理局，更名东北机械二厂。1953年8月，第一机械工业部确定工厂的生产大纲为矿山。轧钢。锻压设备，更名为沈阳重型厂。1955年10月，第一机械工业部将所属重型机器厂统一改名为代号厂名，沈阳重型机器厂更名为四四三厂。1956年11月，恢复原厂名沈阳重型机器厂。
1985年企业由国家直属下放到地方为沈阳市直属企业，隶属于沈阳机电工业管理局。1996年由工厂制转为公司制，建立了沈阳重型机械集团有限责任公司，隶属于沈阳市机械工业国有资产经营有限公司。2002年3月划归沈阳市工业国有资产经营有限公司授权经营单位沈阳机电装备工业集团有限责任公司，2002年6月成为其核心企业，2002年9月与沈阳机电装备工业集团有限责任公司一并转属划转到铁西区。2004年沈阳机电装备工业集团有限责任公司撤销，现沈阳重型机械集团有限责任公司股权持有单位为沈阳市铁西区国有资产经营有限公司。